# دایسوکه هیراکاوا
دایسوکه هیراکاوا (انگلیسی: Daisuke Hirakawa; ۴ ژوئن ۱۹۷۳ – ) صداپیشگی اهل ژاپن بود. وی از سال ۱۹۹۷ میلادی تاکنون مشغول فعالیت بوده‌است.